# روبرت باران
روبرت باران (بالبولندية: Robert Baran)‏ هو مصارع هاوي بولندي، ولد في 3 يوليو 1992 في Jarocin ‏ في بولندا.

## وصلات خارجية
- روبرت باران على موقع قاعدة بيانات المصارعة الدولية (الإنجليزية)
- روبرت باران على موقع اللجنة الأولمبية الدولية (الإنجليزية)
- روبرت باران على موقع أوليمبيديا (الإنجليزية)
- روبرت باران على موقع اللجنة الأولمبية البولندية (مؤرشف) (البولندية)